# 花氷 (詩人)
花氷（はなか、1979年8月1日 - ）は、日本の詩人。東京都出身。

## 経歴
芝浦工業大学大学院電気電子情報工学専攻修了（工学修士）。

多摩美術大学造形表現学部映像演劇学科中退。

劇作家・演出家・俳優の野田秀樹に師事し、俳優として活動。

2009年、NODA・MAP第14回公演『パイパー』（渋谷Bunkamuraシアターコクーン）にアンサンブルとして出演（本名名義）、初舞台を踏む。

2020年から『現代詩手帖』誌に投稿を開始。

2024年、「オ・ラパン・アジルの夜」で第62回現代詩手帖賞を受賞。

## 作品リスト

### 単行本
- 「オ・ラパン・アジルの夜」(思潮社 2024年12月、ISBN 978-4-7837-4604-1)

### 雑誌掲載作品
- 「さや-か」 - 『現代詩手帖』2021年11月号
- 「サンノゼの夜」 - 『現代詩手帖』2022年1月号
- 「月曜日のメモの復元」 - 『望星』2022年10月号
- 「ノンアイロン詩日記」 - 『望星』2023年4月号
- 「肌寒い日」 - 『現代詩手帖』2023年7月号
- 「この乾かない衣服」 - 『現代詩手帖』2023年8月号
- 「犬吠」 - 『現代詩手帖』2024年3月号

（以上、新人投稿欄）
- 「オ・ラパン・アジルの夜」 - 『現代詩手帖』2024年5月号（第62回現代詩手帖賞 受賞作）
- 「鏡の間から」 - 『現代詩手帖』2024年6月号(第62回現代詩手帖賞 受賞第一作)
- 「ウォーターカラー」 - 『読売新聞』2024年6月28日(金・夕刊)
- 「夜景樹」-『現代詩手帖』2024年11月号
- 「花霞の夜」-『文學界』2025年4月号

## 出演

### 舞台
- NODA・MAP第14回公演『パイパー』（2009年1−2月、渋谷Bunkamuraシアターコクーン）
- NODA・MAP第15回公演『ザ・キャラクター』（2010年6−8月、東京芸術劇場、読売演劇大賞・大賞受賞作品）
- NODA・MAP第16回公演『南へ』（2011年2-3月、東京芸術劇場）
- NODA・MAP第17回公演『エッグ』（2012年9-10月、東京芸術劇場プレイハウス）
- NODA・MAP第18回公演『MIWA』（2013年10−12月、東京芸術劇場プレイハウス（東京）、シアターBRAVA!（大阪）、北九州芸術劇場（北九州）、第一回ハヤカワ「悲劇喜劇」賞受賞作品）
- NODA・MAP第19回公演『エッグ』（2015年2−4月、東京芸術劇場プレイハウス（東京）、シアターBRAVA!（大阪）、北九州芸術劇場（北九州）、パリ国立シャイヨー劇場（パリ））
- NODA・MAP第20回公演『逆鱗』 (2016年1−4月、東京芸術劇場プレイハウス（東京）、シアターBRAVA!（大阪）、北九州芸術劇場（北九州）)
- NODA・MAP第21回公演『足跡姫〜時代錯誤冬幽霊〜』 (2017年1-3月、東京芸術劇場プレイハウス)

### 映画
- 菊沢将憲監督『 おーい大石』 (2016年、PFFアワード2016年入選作品） - オオイシ役
- 清原惟監督『わたしたちの家』（2017年、PFFアワード2017グランプリ受賞作品、第68回ベルリン国際映画祭・フォーラム部門正式出品）

### テレビ
- ノーナレ「謎の詩人 最果タヒ」 (2020年2月3日初回放送、NHK総合) - 最果タヒの読者としてドキュメンタリー出演